# Jean de Tulles
Jean de Tulles, né à Avignon et  mort le 5 août 1608 à Caderousse, est un prélat français du XVIe siècle et du début du XVIIe. Il est de la famille des seigneurs de Villefranche.

## Biographie
Jean de Tulles est chambellan de l'université d'Avignon et abbé de Saint-Eusèbe d'Apt. Il est nommé à l'évêché d'Orange en 1572. Il s'y applique d'abord à réparer les maux que les hérétiques y ont faits. Ce prélat est aussi gouverneur du comtat Venaissin, et est employé par le pape Sixte V et le roi Henri III dans les affaires religieuses. Jean de Tulles est aussi recteur de la ville de Carpentras. En 1597 le culte catholique est rétabli à Orange. Il prend comme coadjuteur le 17 août 1605 son neveu et homonyme Jean de Tulles II qui lui succède à sa mort.